# كفرجوز (النبطية)
كفرجوز هي إحدى القرى اللبنانية من قرى قضاء النبطية في محافظة النبطية.

## أصل التسمية
كفرجوز وهي بلدة صغيرة تابعة لمدينة النبطية، تعتبر موطنا لمعظم عائلات النبطية العريقة، يعتبر موقها مميزا وهي كائنة على تلة، تحدها بلدة حبوش من الشمال والنبطية من الشرق والكفور غربا وجنوبا، ارتفاعها عن سطح الأرض حوالي500 متر.